# Майкл Лонсдейл
Майкл Лонсде́йл (відомий також як Міше́ль (Мікае́ль) Лонсда́ль фр. Michael Lonsdale; 24 травня 1931, Париж, Франція — 21 вересня 2020) — французький актор театру та кіно, театральний режисер, читець. Лауреат премій «Люм'єр» та «Сезар» (обидві 2011) .

## Біографія та кар'єра
Майкл Лонсдейл народився 24 травня 1931 року у Парижі, в сім'ї англійського офіцера Індійського корпусу та француженки. До семи років Майкл жив у Лондоні, після чого батька відправили служити до Марокко, де Лонсдейлів застала Друга світова війна. Повернувся Лонсдейл до Парижу у 1947 році. Спочатку навчався живопису, потім закінчив акторські курси Тані Балашової, а незабаром, у 1955 році, дебютував на театральній сцені в постановках Реймона Руло.
Майкл Лонсдейл дебютував у кіно в 1956 році, знявшись у комедії Мішеля Буарона «Це сталося в Адені». Перші помітні ролі виконав у фільмах режисерів Жерара Урі та Жана-П'єра Мокі. Останній зняв його в семи стрічках, серед яких «Сноби» (1962), «Велике прання» (1968), «Тихіше»! (1972). До кінця 1960-х років Лонсдейл набув репутації одного з найяскравіших акторів авторського кіно. У цей період він грав переважно ролі другого плану та співпрацював з режисерами французької «нової хвилі». Зокрема, знявся у двох фільмах Франсуа Трюффо, «Наречена була у траурі» (1967) та «Вкрадені поцілунки» (1968)), а також з представниками «нового роману», такими як Ален Роб-Гріє («Поступові зміни задоволення», 1973) і Маргеріт Дюрас («Пісня Індії», 1975).
Наприкінці 1970-х років Майкл Лонсдейл, що однаково добре володіє французькою та англійською мовами, став брати участь у великих міжнародних проектах. У 1979 році він виконав роль мільярдера Х'юго Дракса в одинадцятому фільмі «бондіани» «Місячний гонщик», у 1981 знявся в спортивній драмі Г'ю Гадсона «Вогняні колісниці», удостоєною «Оскара» в номінації «Найкращий фільм року». У 1986-му на екрани вийшов найвідоміший з фільмів Лонсдейла — екранізація роману Умберто Еко «Ім'я троянди».
У 1990-і роки Майкл Лонсдейл зосередився на роботі театрального режисера і тимчасово мало знімався у кіно. У 1993 році він зіграв французького дипломата у драмі Джеймса Айворі «Під кінець дня» та був номінований на премію «Сезар» за найкращу роль другого плану у мелодрамі Клода Соте «Неллі та пан Арно» (1995).
У 2006 році Майкл Лонсдейл знову знявся у Голлівуді, зігравши роль другого плану у трилері Стівена Спілберга «Мюнхен». У 2007 році відбулася прем'єра біографічної драми Мілоша Формана «Привид Гойї», де Лонсдейл зіграв роль головного інквізитора. У цьому ж році актора знову було номіновано на «Сезара» за роль другого плану у військовій драмі «Людський фактор». У 2009 році Лонсдейл зіграв Теона в історичному фільмі Алехандро Аменабара «Агора», а у 2010 виконав головну роль у релігійній драмі Ксав'є Бовуа «Про людей і богів». Фільм виборов Гран-прі Каннського кінофестивалю а сам Лонсдейл у 2011 році отримав премії «Люм'єр», «Сезар» та премію французької преси «Кришталевий глобус».
Майкл Лонсдейл, будучи віруючою людиною, разом зі своїм другом Домініком Реєм, єпископом Тулонським, став засновником молитовного центру для акторів під назвою Magnificat.

## Фільмографія (вибіркова)
Кіно
| Рік  | Українська назва                           | Оригінальна назва                                           | Роль                                           | Примітки            |
| ---- | ------------------------------------------ | ----------------------------------------------------------- | ---------------------------------------------- | ------------------- |
| 1956 | Це сталося в Адені                         | C'est arrivé à Aden                                         | Сінклер                                        |                     |
| 1958 | Куля в стволі                              | Une balle dans le canon                                     |                                                |                     |
| 1960 | Гаряча рука                                | La main chaude                                              | Ноберт                                         |                     |
| 1960 | Двері хлопають                             | Les portes claquent                                         | Georges Hortegrenave                           |                     |
| 1961 | Чарівна брехуха                            | Adorable menteuse                                           | Альберт                                        |                     |
| 1962 | Донос                                      | La dénonciation                                             |                                                |                     |
| 1962 | Сноби                                      | Snobs!                                                      | Шарль Дюфа                                     |                     |
| 1962 | Процес                                     | Le procès                                                   | чернець                                        |                     |
| 1964 | Це кінь блідий                             | Behold a Pale Horse                                         | репортер                                       |                     |
| 1964 | Ревнивий як тигр                           | Jaloux comme un tigre                                       |                                                |                     |
| 1964 | Приятелі                                   | Les copains                                                 | Ламенбін                                       |                     |
| 1965 | Слався, мафія!                             | Je vous salue, mafia!                                       | Гіман                                          |                     |
| 1966 | Гаманець або життя                         | La bourse et la vie                                         | спікер у клубі                                 |                     |
| 1967 | Соратники Маргаритки                       | Les compagnons de la marguerite                             | Ластак, експерт з почерку                      |                     |
| 1967 | Наречена була у траурі                     | La mariée était en noir                                     | Рене Моран                                     |                     |
| 1968 | Людина з б'юїком                           | L'homme à la Buick                                          | інспектор                                      |                     |
| 1968 | Вкрадені поцілунки                         | Baisers volés                                               | Жорж Табар                                     |                     |
| 1968 | Велике прання                              | La grande lessive (!)                                       | Делярош                                        |                     |
| 1969 | Заморожений                                | Hibernatus                                                  | професор Едуар Лор'єба                         |                     |
| 1969 | Руйнувати, говорить вона                   | Détruire dit-elle                                           | Стен                                           |                     |
| 1969 | Зима                                       | L'hiver                                                     | Жульєн і Марк                                  |                     |
| 1970 | Велика злучка                              | L'étalon                                                    | Бос                                            |                     |
| 1971 | Вада серця                                 | Le souffle au coeur                                         | батько Анрі                                    |                     |
| 1971 | Вбивці в ім'я порядку                      | Les assassins de l'ordre                                    | інспектор Бертран                              |                     |
| 1971 | Не торкайся мене                           | Out 1, noli me tangere                                      | Томас                                          |                     |
| 1971 | Стара діва                                 | La vieille fille                                            | Анрі-Жак Мано                                  |                     |
| 1971 | Сонце жовте                                | Jaune le soleil                                             | єврей                                          |                     |
| 1972 | Жив-був поліцейський                       | Il était une fois un flic…                                  | комісар Люка                                   |                     |
| 1972 | Тихіше!                                    | Chut!                                                       | Сержель                                        |                     |
| 1973 | Тату, маленькі кораблики…                  | Papa, les petits bateaux…                                   | Іполит                                         |                     |
| 1973 | День Шакала                                | The Day of the Jackal                                       | комісар Лебель                                 |                     |
| 1973 | Великі почуття ведуть до великої їжі       | Les grands sentiments font les bons gueuletons              | Стефан                                         |                     |
| 1973 | Поступові зміни задоволення                | Glissements progressifs du plaisir                          | суддя                                          |                     |
| 1974 | 1: Спектр                                  | Out 1: Spectre                                              | Томас                                          |                     |
| 1974 | Ставіський                                 | Stavisky…                                                   | доктор Мезі, особистий лікар і друг Александра |                     |
| 1974 | Кит, у якого боліли зуби                   | Une baleine qui avait mal aux dents                         | художник                                       |                     |
| 1974 | Караван у Ваккарес                         | Caravan to Vaccares                                         | герцог Кройтер                                 |                     |
| 1974 | Примара свободи                            | Le fantôme de la liberté                                    | капелюшник / Гаттер                            |                     |
| 1974 | У савана немає кишень                      | Un linceul n'a pas de poches                                | Раймон                                         |                     |
| 1974 | Правда про уявну пристрасть до незнайомця  | La vérité sur l'imaginaire passion d'un inconnu             | Понтій Пілат                                   |                     |
| 1974 | Підозрювані                                | Les suspects                                                | суддя                                          |                     |
| 1974 | Галілео                                    | Galileo                                                     | кардинал Барберіні, (папа Урбан VIII)          |                     |
| 1975 | Серйозний, як задоволення                  | Sérieux comme le plaisir                                    | інспектор Форньє                               |                     |
| 1975 | Алоїза                                     | Aloïse                                                      | директор лікарні                               |                     |
| 1975 | Спеціальний відділ                         | Section spéciale                                            | П'єр Пуше. міністр внутрішніх справ            |                     |
| 1975 | Пісня Індії                                | India Song                                                  | віце-консул Лахора                             |                     |
| 1975 | Романтична англійка                        | The Romantic Englishwoman                                   | Сван                                           |                     |
| 1975 | Божевільну — убити                         | Folle à tuer                                                | Стефан Мострі                                  |                     |
| 1975 | Рожевий телефон                            | Le téléphone rose                                           | Моррісон                                       |                     |
| 1975 | Цькування                                  | La traque                                                   | Давид Саттер                                   |                     |
| 1976 | Омлет                                      | Les oeufs brouillés                                         | Президент Республіки                           |                     |
| 1976 | Її венеціанське ім'я у безлюдній Калькутті | Son nom de Venise dans Calcutta désert                      | оповідач, озвучування                          |                     |
| 1976 | Месьє Кляйн                                | Mr. Klein                                                   | П'єр                                           |                     |
| 1976 | Бартлбі                                    | Bartleby                                                    | судовий пристав-виконавець                     |                     |
| 1977 | Чорт у коробці                             | Le diable dans la boîte                                     | Жорж Обер                                      |                     |
| 1977 | Обвинувач                                  | L'imprécateur                                               | Abéraud                                        |                     |
| 1977 | Брудна історія                             | Une sale histoire                                           |                                                |                     |
| 1978 | Жінка-лівша                                | Die linkshändige Frau                                       | Кельнер                                        |                     |
| 1978 | Перехід                                    | The Passage                                                 | Ален Ренудо                                    |                     |
| 1979 | Місячний гонщик                            | Moonraker                                                   | Х'юго Дракс, мільярдер-психопат                | 11-й фільм Бондіани |
| 1981 | Вогняні колісниці                          | Chariots of Fire                                            | Гарт Джонс                                     |                     |
| 1981 | Одні                                       | Seuls                                                       | Le peintre                                     |                     |
| 1981 | Ігри графині Долінген де Грац              | Les jeux de la Comtesse Dolingen de Gratz                   | Бертран Хайнес-Пірсон                          |                     |
| 1982 | Рожевий і білий                            | Le rose et le blanc                                         | Леон                                           |                     |
| 1982 | Енігма                                     | Enigma                                                      | Бодлі                                          |                     |
| 1982 | Хронополіс                                 | Chronopolis                                                 | оповідач, озвучування                          |                     |
| 1983 | Молодість                                  | Une jeunesse                                                | Бежарді                                        |                     |
| 1983 | Ерендіра                                   | Eréndira                                                    | сенатор Онесімо Санчес                         |                     |
| 1984 | Слідчий                                    | Le juge                                                     | лікар                                          |                     |
| 1984 | Дагобер                                    | Le bon roi Dagobert                                         | Сент Елой                                      |                     |
| 1985 | Договір Голкрофта                          | The Holcroft Covenant                                       | Ернст Манфреді                                 |                     |
| 1985 | Безсонний на мосту Альма                   | L'éveillé du pont de l'Alma                                 | Антуан                                         |                     |
| 1985 | Біллі Кік                                  | Billy Ze Kick                                               | комісар Беланже                                |                     |
| 1986 | Ім'я троянди                               | Der Name der Rose                                           | Аббат                                          |                     |
| 1988 | Незвичайна подорож Бальтазара Кобера       | Niezwykla podróz Baltazara Kobera                           | Каммершульце                                   |                     |
| 1989 | Сувенір                                    | Souvenir                                                    | Ксав'є Лоріон                                  |                     |
| 1991 | Диявольське життя                          | Ma vie est un enfer                                         | Габріель                                       |                     |
| 1993 | Войцек                                     | Woyzeck                                                     | капітан                                        |                     |
| 1993 | Наприкінці дня                             | The Remains of the Day                                      | Дюпон Д'Іврі                                   |                     |
| 1993 | Розпорядок дня                             | L'ordre du jour                                             | Старк                                          |                     |
| 1995 | Джефферсон у Парижі                        | Jefferson in Paris                                          | Луї XVI                                        |                     |
| 1995 | Неллі та пан Арно                          | Nelly & Monsieur Arnaud                                     | Долебелла                                      |                     |
| 1997 | Поганий жанр                               | Mauvais genre                                               | Оноре де Бальзак                               |                     |
| 1998 | Дон Жуан                                   | Don Juan                                                    | Дон Луїс                                       |                     |
| 1998 | І буде світло                              | Que la lumière soit                                         | монсеньйор Любліє                              |                     |
| 1998 | Ронін                                      | Ronin                                                       | Жан-П'єр                                       |                     |
| 1999 | Королівство мавп                           | Le château des singes                                       | мастер Мартін, озвучування                     |                     |
| 2000 | До речі про Бунюеля                        | A propósito de Buñuel                                       |                                                |                     |
| 2000 | Актори                                     | Les acteurs                                                 | Людина, яка ходить по вулиці                   |                     |
| 2000 | Ці навпроти                                | Ceux d'en face                                              | Мікаель                                        |                     |
| 2003 | Таємниця жовтої кімнати                    | Le mystère de la chambre jaune                              | професор Стенджерсон                           |                     |
| 2003 | Каєна: Пророцтво                           | Kaena: La prophétie                                         | Опаз / озвучування                             |                     |
| 2003 | Проноза                                    | Le furet                                                    | Дон Сальваторе                                 |                     |
| 2003 | Прощавай                                   | Adieu                                                       | Серж                                           |                     |
| 2004 | Дивний злочин                              | Sotto falso nome                                            | Девід Гінсберг                                 |                     |
| 2004 | 5x2                                        |                                                             | Бернар                                         |                     |
| 2005 | Невидимки                                  | Les invisibles                                              | хранитель                                      |                     |
| 2005 | Прощавай, чорний дрізд                     | Bye Bye Blackbird                                           | Роберт                                         |                     |
| 2005 | Парфуми дами в чорному                     | Le parfum de la dame en noir                                | професор Стенджерсон                           |                     |
| 2005 | Красунечка                                 | Gentille                                                    | Жан                                            |                     |
| 2005 | Мюнхен                                     | Munich                                                      | Папа                                           |                     |
| 2006 | Одного дня, станеться                      | Il sera une fois…                                           | старий месьє                                   |                     |
| 2006 | Привид Гойї                                | Goya's Ghosts                                               | Головний інквізитор                            |                     |
| 2007 | Людський фактор                            | La question humaine                                         | Матіас Жюст                                    |                     |
| 2007 | У кожного своє кіно                        | Chacun son cinéma ou Ce petit coup au coeur quand la lumiè… | The old blind man                              | (епізод Дон)        |
| 2007 | Таємна коханка                             | Une vieille maîtresse                                       | віконт де Проні                                |                     |
| 2007 | Подорож на захід                           | Tous à l'Ouest: Une aventure de Lucky Luke                  | Бартлебі, озвучування                          |                     |
| 2009 | Агора                                      | Agora                                                       | Теон                                           |                     |
| 2009 | Я розминуся з тобою                        | Je vais te manquer                                          | Макс                                           |                     |
| 2009 | Одного дня у Версалі                       | Bancs publics (Versailles rive droite)                      | клієнт                                         |                     |
| 2010 | Про людей і богів                          | Des hommes et des dieux                                     | Люк                                            |                     |
| 2010 | Гітлер у Голлівуді                         | HH, Hitler à Hollywood                                      | Мішель Лонсдаль                                |                     |
| 2011 | Тітоф                                      | Titeuf, le film                                             | озвучування                                    |                     |
| 2011 | Вільні люди                                | Les hommes libres                                           | Сі Кадур бен Джабріт                           |                     |
| 2011 | Картонне село                              | Il villaggio di cartone                                     | старий священик                                |                     |
| 2012 | Жебо і тінь                                | Gebo et l'Ombre                                             | Жебо                                           |                     |
| 2012 | Дивний месьє Тріп                          | L'étrange monsieur Trip                                     | Мікаель                                        |                     |
| 2013 | Рудий лис                                  | Le renard jaune                                             | Жан Вірно                                      |                     |
| 2014 | Маестро                                    | Maestro                                                     | Седрік Робер                                   |                     |
| 2016 | Перший, останній                           | Les premiers, les derniers                                  | власник готелю                                 |                     |

Телебачення
| Рік       | Українська назва                                       | Оригінальна назва                                          | Роль               | Примітки    |
| --------- | ------------------------------------------------------ | ---------------------------------------------------------- | ------------------ | ----------- |
| 1960      | Три сестри                                             | Les trois soeurs                                           | Андрій Продаров    | телефільм   |
| 1969      | Брати Карамазови                                       | Les frères Karamazov                                       | диявол             | телефільм   |
| 1965      | Гроші від примари                                      | La redevance du fantôme                                    | Керман             | телефільм   |
| 1971      | Удаваний хворий                                        | Le malade imaginaire                                       | Пургон             | телефільм   |
| 1974      | Сповідь дитини століття                                | La confession d'un enfant du siècle                        | Сміт               | телефільм   |
| 1975-1990 | Сінема 16                                              | Cinéma 16                                                  | Густав             | серіал      |
| 1980      | Бункер                                                 | The Bunker                                                 | Мартін Борман      | телефільм   |
| 1983      | Свобода-свобода                                        | Liberté-liberté                                            | Моріс              | телефільм   |
| 1991-2005 | Мегре                                                  | Maigret                                                    | месьє Серре        | серіал      |
| 1992      | Засуджений пес 3                                       | Un cane sciolto 3                                          | професор Брайда    | телефільм   |
| 2003      | Місце іншого                                           | La place de l'autre                                        | Ганс               | телефільм   |
| 2008      | Мовчання яструба                                       | Le silence de l'épervier                                   | Антуан Карсак      | міні-серіал |
| 2009-2010 | Століття Мопассана. Повісті та оповідання XIX століття | Au siècle de Maupassant: Contes et nouvelles du XIXème si… | Le Grand Loustalot | серіал      |

## Визнання

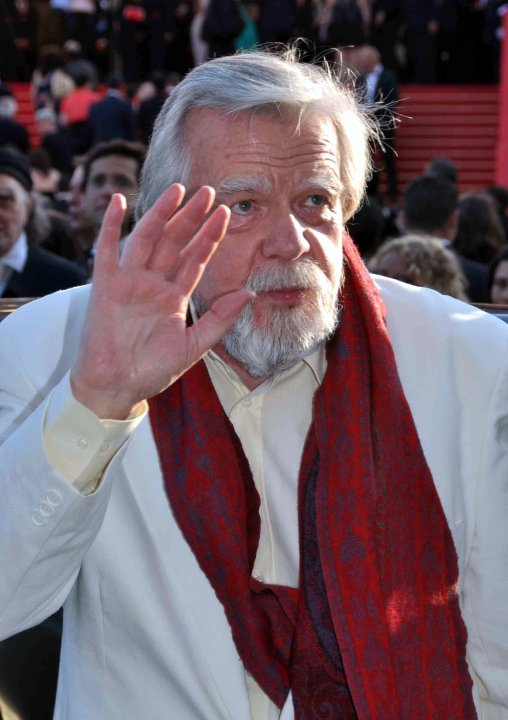
Майкл Лонсдейл на Каннському кінофестивалі 2010, під час презентації фільму Про людей і богів

| Рік                | Категорія                      | Фільм             | Результат |
| ------------------ | ------------------------------ | ----------------- | --------- |
| Премія BAFTA       |                                |                   |           |
| 1974               | Найкращий актор другого плану  | День Шакала       | Номінація |
| Премія «Сезар»     |                                |                   |           |
| 1996               | Найкраща акторка другого плану | Неллі та пан Арно | Номінація |
| 2008               | Найкраща акторка другого плану | Людський фактор   | Номінація |
| 2011               | Найкраща акторка другого плану | Про людей і богів | Перемога  |
| Премія «Люм'єр»    |                                |                   |           |
| 2011               | Найкращий актор                | Про людей і богів | Перемога  |
| Кришталевий глобус |                                |                   |           |
| 2011               | Найкращий актор                | Про людей і богів | Номінація |